# 빗 속의 방문객
《빗 속의 방문객》(Le Passage De La Pluie, Rider On The Rain)은 프랑스에서 제작된 르네 클레망 감독의 1970년 범죄, 스릴러, 드라마 영화이다. 찰스 브론슨 등이 주연으로 출연하였고 세르지 실버맨 등이 제작에 참여하였다.

## 출연

### 주연
- 찰스 브론슨
- 마를렌 조베르

### 조연
- 가브리엘 틴티
- 장 가벙
- 질 아일랜드
- 코린 마르샹
- 애니 코디